# ジェイムズ・クラッパトン
ジェイムズ・クラッパトン（James Clapperton, 1968年 - ）は、スコットランドの現代音楽の作曲家、ピアニスト。

## 略歴
アバディーンで生まれ、まもなくバンコリーへ引っ越した。セント・メアリー音楽学校で作曲とピアノを学ぶ。弱冠20歳でクラーニヒシュタイン音楽賞をピアノ演奏で受賞。後にフライブルク音楽大学でジェイムズ・エイヴリーに、その後アメリカ合衆国のニューヨーク州立大学バッファロー校にてイヴァ・ミカショフに師事。特にドイツ語圏での評判が高く、ヴァルター・ツィンマーマンの独奏ピアノとアンサンブルのための「アタラクシア」のソリストに20歳で抜擢されてドナウエッシンゲン音楽祭で話題となった。長らくノルウェーで活動したが、帰国しマイケル・フィニスィーに作曲を師事して博士号を取得した。父が亡くなったことに伴い、住まいを変えて、児童にピアノを教えている。

## 備考
ヴェルディ編曲集のBook Iの全曲を演奏した史上最年少記録を持つピアニストである。

## 関連文献
- The Recent Music of James Clapperton

## ディスコグラフィー
- Diego Minciacchi: Piano Works 1
- Long Journey Back

## 作品リスト
- Works